# Panzerfaust (album)
Panzerfaust è il quinto album del gruppo black metal norvegese Darkthrone, pubblicato il 6 giugno 1995 dalla Moonfog Productions.

## Il disco
Il design della copertina è stato curato da Fenriz e Nofagem mentre le fotografie sono di Mary-Ann Manninen.
Il testo di Quintessence è stato scritto da Varg Vikernes, mentre Snø og granskog è basata su una poesia di Tarjei Vesaas. È stato ripubblicato negli Stati Uniti da The End Records e nel 2010 da Peaceville Records con un disco bonus contenente un commento di Fenriz a tutte le tracce, oltre che in vinile in edizione limitata a 2 000 copie.
L'album è stato dedicato a Satyr, frontman dei Satyricon e proprietario della Moonfog.

## Tracce
- Tutte le tracce scritte dai Darkthrone.

1. En vind av sorg - 6:21
2. Triumphant Gleam - 4:25
3. The Hordes of Nebulah - 5:33
4. Hans siste vinter - 4:50
5. Beholding the Throne of Might - 6:07
6. Quintessence - 7:38
7. Snø og granskog (Utferd) - 4:09

## Formazione
- Nocturno Culto - voce
- Fenriz - batteria, chitarra, basso, sintetizzatore e voce